# Storia d'Italia Einaudi
Storia d'Italia Einaudi è una collana editoriale organizzata per temi edita dalla casa editrice Einaudi, pubblicata in sei volumi (in dieci tomi) dal 1972 al 1976, sulla storia d'Italia dalla caduta dell'Impero romano d'Occidente fino all'epoca contemporanea, alla cui realizzazione hanno preso parte importanti storici europei coordinati da Ruggiero Romano e Corrado Vivanti. L'opera proseguì con i volumi dedicati alle Regioni d'Italia, dall'Unità d'Italia all'Italia contemporanea (dal 1977), e con i volumi degli Annali, organizzati per tematiche (dal 1978). Giulio Einaudi indicò la pubblicazione del primo volume della collana come uno dei tre momenti decisivi per la sua casa editrice, insieme con quella di Paesi tuoi di Cesare Pavese e delle Lettere dal carcere di Antonio Gramsci.

## Storia editoriale
La pubblicazione ebbe una lunga gestazione. Giulio Einaudi aveva pensato a una grande opera storica fin dagli anni cinquanta e ne aveva discusso con Federico Chabod e con Franco Venturi. Dopo la morte di Chabod (nel 1960), Einaudi si rivolse a Delio Cantimori, il quale suggerì un grande manuale universitario da affidare, sotto la propria direzione, a tre suoi allievi: Giovanni Miccoli per il Medioevo, Corrado Vivanti per l'Età moderna, e Renzo De Felice per l'Età contemporanea. Sfumato anche il progetto del manuale, Einaudi incaricò Corrado Vivanti di studiare un progetto di storia universale da organizzare sul modello delle Annales; Vivanti, il quale era stato allievo di Braudel a Parigi, valutò la fattibilità del progetto con Braudel e Ruggiero Romano, anch'egli allievo di Braudel; ma si riconobbe infine la difficoltà di realizzare in un quadro coerente un'opera di carattere universale. Vivanti e Romano discussero allora informalmente la possibilità di una storia d'Italia, «che doveva affrontare il passato come una piramide rovesciata, trattando in modo più limitato i secoli lontani, e soffermandosi invece più ampiamente sull'età contemporanea»:
(Corrado Vivanti, "Così nacque l'opera", Il Sole 24 ORE, 2005)
L'opera avrebbe dovuto uscire nel 1970, in occasione dell'unità d'Italia, ma i programmi furono scompaginati per le polemiche all'interno della casa editrice durante il Sessantotto.
I sei volumi della Storia d'Italia dell'Einaudi presero avvio nel 1972 con un primo volume, intitolato I caratteri originali, in cui si intendeva presentare al lettore le costanti che, accompagnando la storia italiana lungo i secoli, ne facevano qualcosa di specifico. Nella Premessa, l'editore affermava che ogni generazione, da quella di Guicciardini a quella di Benedetto Croce, meditando sulla storia d'Italia si è interrogata in realtà su sé stessa. Nel 1976 fu pubblicato un volume conclusivo, intitolato Atlante, che proponeva l'Italia "raccontata" dai pittori e dai cartografi, "fotografata" dai censimenti o ridisegnata dagli urbanisti. Nei volumi intermedi era presente la lezione delle Annales e un modo innovativo di utilizzare la documentazione archivistica.
Dopo la pubblicazione dell'Atlante sono usciti, a partire dal 1977, i volumi monografici delle Regioni italiane dall'Unità d'Italia a oggi; la ragione di quest'ultima serie, coerente con l'impostazione generale, trae origine dal dato fondamentale della scarsa omogeneità delle diverse aree e regioni del Paese, giunto solo nel XIX secolo all'unificazione nazionale. A partire dal 1978 sono stati pubblicati diversi volumi monografici di Annali i quali sono ormai un corpus maggiore dell'opera stessa.
Un'edizione elettronica fu preparata nel 2002: il contenuto dei primi cinque volumi (nove tomi) della Storia d'Italia Einaudi fu riversato in dieci CD-ROM allegati alla rivista Panorama. L'opera inoltre fu pubblicata come allegato al quotidiano "Il Sole 24 Ore" in 20 volumi cartacei tra il 1º settembre 2005 e il 12 gennaio 2006 per festeggiare i 140 anni dalla fondazione del quotidiano.

### La fortuna editoriale
La pubblicazione dell'opera nei primi anni settanta comportò un successo clamoroso e inaspettato: nel 1972 si vendettero 200 000 copie del primo volume. Il successo fu favorito anche da una serie di seminari pubblici in tutta Italia e in Europa. Il primo di questi ("il più gigantesco seminario pubblico che mai si fosse organizzato attorno a un evento editoriale") si tenne a Correggio.
(Walter Barberis, Giulio Einaudi. Un ritratto, Torino, Einaudi, 2012, p. 27)
 Accanto ai seminari pubblici, la Storia d'Italia Einaudi fu oggetto di convegni e incontri, tra i quali si segnala la tavola rotonda organizzata dall'Università di Padova il 21 novembre 1973, che vide la partecipazione, accanto ai curatori dell'opera, di studiosi quali Alberto Caracciolo, Giuseppe Giarrizzo, Raoul Manselli, Ernesto Ragionieri, Rosario Villari. Gli atti della tavola rotonda furono pubblicati col titolo Caratteri originali e prospettive di analisi: ancora sulla Storia d'Italia Einaudi nei "Quaderni storici", 9/26 (maggio-agosto 1974), pp. 523–558. La Storia d'Italia Einaudi inaugurò la stagione einaudiana delle "Grandi Opere", con quella "propensione alla grandezza degli sconfinamenti economici e non soltanto culturali" che hanno provocato la crisi della casa editrice della fine degli anni '80.

## Volumi
I primi sei volumi in 10 tomi contengono:
Volume primo
- Corrado Vivanti e Ruggiero Romano (a cura di), Storia d'Italia, I - I caratteri originali, Torino, Einaudi, 1972,  pp. XXXVI, 1064, ISBN 88-06-03423-5, SBN TO00022937.

Contenuto del primo volume, diviso in due tomi:
- Volume I, tomo I 
  - Presentazione dell'editore.
  - Lucio Gambi, I valori storici dei quadri ambientali.
  - Giovanni Haussmann, Il suolo d'Italia nella storia.
  - Emilio Sereni, Agricoltura e mondo rurale.
  - Ruggiero Romano, Una tipologia economica.
  - Giangiulio Ambrosini, Diritto e società.
  - Giuseppe Galasso, Le forme del potere, classi e gerarchie sociali.
- Volume I, tomo II 
  - Carlo Ginzburg, Folklore, magia, religione.
  - Alfredo Stussi, Lingua, dialetto e letteratura.
  - Giulio Carlo Argan e Maurizio Fagiolo, Premessa dell'arte italiana.
  - Alessandro Fontana, La scena.
  - Corrado Vivanti, Lacerazioni e contrasti.
  - Giulio Bollati, L'italiano.

Volume secondo
- Corrado Vivanti e Ruggiero Romano (a cura di), Storia d'Italia, II - Dalla caduta dell'impero romano al secolo XVIII, Torino, Einaudi, 1973,  pp. XL, 2363, SBN CAM0009988.

Contenuto del secondo volume, diviso in due tomi:
- Volume II, tomo I
  - Giovanni Tabacco, La storia politica e sociale: Dal tramonto dell'Impero alle prime formazioni di Stati regionali.
  - Corrado Vivanti, La storia politica e sociale: Dall'avvento delle signorie all'Italia spagnola.
  - Giovanni Miccoli, La storia religiosa.
- Volume II, tomo II
  - Paul Renucci, La cultura.
  - Philip Jones, La storia economica: Dalla caduta dell'Impero romano al secolo XIV.
  - Ruggiero Romano, La storia economica: Dal secolo XIV al Settecento.
  - Jacques Le Goff, L'Italia fuori d'Italia: L'Italia nello specchio del Medioevo.
  - Fernand Braudel, L'Italia fuori d'Italia: Due secoli e tre Italie.

Volume terzo
- Corrado Vivanti e Ruggiero Romano (a cura di), Storia d'Italia, III - Dal primo settecento all'Unità, Torino, Einaudi, 1975,  pp. XX, 1544, SBN RCA0815330.

Contenuto del terzo volume:
- Stuart Woolf, La storia politica e sociale.
- Alberto Caracciolo, La storia economica.
- Nicola Badaloni, La cultura.
- Franco Venturi, L'Italia fuori d'Italia.

Volume quarto
- Corrado Vivanti e Ruggiero Romano (a cura di), Storia d'Italia, IV - Dall'Unita ad oggi, Torino, Einaudi, 1975,  pp. XV, 2832, SBN TO00071136.

Contenuto del quarto volume, diviso in tre tomi:
- Volume IV, tomo I
  - Valerio Castronovo, La storia economica.
  - Robert Paris, L'Italia fuori d'Italia.
- Volume IV, tomo II
  - Alberto Asor Rosa, La cultura.
- Volume IV, tomo III
  - Ernesto Ragionieri, La storia politica e sociale.

Volume quinto
- Corrado Vivanti e Ruggiero Romano (a cura di), Storia d'Italia, V - I documenti, Torino, Einaudi, 1975,  pp. XIII, 2172, SBN RCA0815315.

Contenuto del quinto volume, diviso in due tomi:
- Lellia Cracco Ruggini e Giorgio Cracco, L'eredità di Roma.
- Ugo Tucci, Credenze geografiche e cartografia.
- John Day, Strade e vie di comunicazione.
- Giulio Schmiedt, Città e fortificazioni nei rilievi aerofotografici.
- Gina Fasoli, Feudo e castello.
- Christiane Klapisch-Zuber, Villaggi abbandonati ed emigrazioni interne.
- Lucio Gambi, Da città ad area metropolitana.
- Italo Insolera, L'urbanistica.
- Athos Bellettini, La popolazione italiana dall'inizio dell'era volgare ai giorni nostri. Valutazioni e tendenze.
- Ugo Tucci, Le monete in Italia.
- Ugo Tucci, Pesi e misure nella storia della società.
- Viktor Ivanovič Rutenburg, Arti e corporazioni.
- Clemente Ancona, Milizie e condottieri.
- Bronisław Geremek, Il pauperismo nell'età preindustriale (secoli XIV-XVIII).
- Giorgio Giorgetti, Contratti agrari e rapporti sociali nelle campagne.
- Renato Zangheri, I catasti.
- Pier Luigi Spaggiari, Le finanze degli Stati italiani.
- Stefano Somogyi, L'alimentazione nell'Italia unita.
- Alfredo Salsano, Il neocapitalismo. Progetti e ideologia.
- Stefano Jacomuzzi, Gli sport.
- Rosita Levi Pisetzky, Moda e costume.
- Emilio Faccioli, La cucina.
- Enrico Castelnuovo, Il significato del ritratto pittorico nella società.
- Giorgio Pestelli, La musica strumentale.
- Rubens Tedeschi, L'Opera italiana.
- Roberto Leydi, La canzone popolare.
- Italo Calvino, La tradizione popolare nelle fiabe.
- Robert Marichal, La scrittura.
- Antonio La Penna, La tradizione classica nella cultura italiana.
- Carlo Dionisotti, Regioni e letteratura.
- Antonio Rotondò, La censura ecclesiastica e la cultura.
- Giovanni Miccoli, Chiesa e società in Italia dal Concilio Vaticano I (1870) al pontificato di Giovanni XXIII.
- Pietro Piovani, Il pensiero idealistico.
- Cesare Luporini, Il marxismo e la cultura italiana del Novecento
- Andrea Emiliani, Musei e museologia.
- Piero D'Angiolini e Claudio Pavone, Gli archivi.
- Giuseppe Ricuperati, La scuola nell'Italia unita.
- Antonio La Penna, Università e istruzione pubblica.
- Vittorio Foa, Sindacati e lotte sociali.
- Paolo Spriano, L'informazione nell'Italia unita.
- Giorgio Rochat, L'esercito italiano negli ultimi cento anni.
- Guido Neppi Modona, Carcere e società civile.
- Giangiulio Ambrosini, Costituzione e società.
- Giuseppe Filangi, Costituzione e cittadino.

Volume sesto
- Lucio Gambi e Giulio Bollati (a cura di), Storia d'Italia, VI - Atlante, Torino, Einaudi, 1976,  pp. XIV, 873, ISBN 88-06-45757-8, SBN RCA0733970.

Contenuto del sesto volume:
- Federico Zeri, La percezione visiva dell'Italia e degli italiani nella storia della pittura
- La città da immagine simbolica a proiezione urbanistica:
  - Lucio Gambi, Introduzione.
  - Paola Sereno, Luigi Falco e Guido Morbelli, Torino.
  - Carlo Carozzi, Milano.
  - Ennio Poleggi, Genova.
  - Carlo Carozzi, Venezia.
  - Andrea Emiliani, Bologna.
  - Riccardo Francovich, Firenze.
  - Italo Insolera, Roma.
  - Cesare de Seta, Napoli.
  - Cesare de Seta, Palermo.
  - Carlo Carozzi, Brescia.
  - Carlo Carozzi, Verona.
  - Carlo Carozzi, Padova.
  - Carlo Carozzi, Trieste.
  - Franco Farinelli, Ferrara.
  - Carlo Carozzi, Parma.
  - Riccardo Francovich, Pisa.
  - Riccardo Francovich, Livorno.
  - Riccardo Francovich, Siena.
  - Franco Farinelli, Perugia.
  - Franco Farinelli, Ancona.
  - Cesare de Seta, Bari.
  - Amelia Ioli Gigante, Messina.
  - Cesare de Seta, Catania.
  - Lucetta Scaraffia, Cagliari.
- La campagna: dalla sensibilità pittorica all'oggettivismo planimetrico:
  - Corrado Grassi, Parole e strumenti del mondo contadino.
  - Lucio Gambi, La casa contadina.
  - Franco Farinelli, La cartografia della campagna del Novecento.
  - Teresa Isemburg e Carlo Pazzagli, I rapporti di lavoro e l'utilizzo del suolo nell'ultimo trentennio.
- Immagini statistiche dell'Italia unita:
  - Lucio Gambi, Introduzione.
  - Sergio Bruni, La realtà produttiva nei primi censimenti.
  - Demografia e movimenti migratori:
    - Teresa Isemburg, Il «trend» demografico degli ultimi cento anni.
    - Teresa Isemburg, Densità e distribuzione della popolazione.
    - Teresa Isemburg, Gli incrementi demografici.
    - Eugenio Sonnino, Le aree di spopolamento.
    - Antonio Golini, Le migrazioni interne.
    - Teresa Isemburg, L'emigrazione.

  - Cesare Cislaghi, La salute.
- Analfabetismo e scolarizzazione:
  -     - Rosalba Graglia e Giuseppe Ricuperati, I problemi dell'istruzione pubblica.
    - Luigi Faccini, L'analfabetismo in Italia dal 1871 al 1971.
    - Rosalba Graglia e Giuseppe Ricuperati, L'istruzione primaria.

  - Carmine Donzelli, Le elezioni.
  - Le strutture economiche dell'Italia industriale:
    - Valerio Castronovo, Le statistiche dello sviluppo industriale.
    - Guido Barberis, Le industrie «trainanti»; L'occupazione industriale negli anni '70; La modernizzazione dell'agricoltura; La distribuzione del reddito nell'ultimo dopoguerra; Il traffico portuale; Le ferrovie; Le autostrade.

## SerieRegioni
- Il Piemonte (1977), di Valerio Castronovo
- Il Veneto (1984), a cura di Silvio Lanaro
- La Calabria (1985), a cura di Piero Bevilacqua e Augusto Placanica
- La Toscana (1986), a cura di Giorgio Mori
- La Sicilia (1987), a cura di Maurice Aymard e Giuseppe Giarrizzo
- Le Marche (1987), a cura di Sergio Anselmi
- La Puglia (1989), a cura di Luigi Masella e Biagio Salvemini
- L'Umbria (1989), a cura di Renato Covino e Giampaolo Gallo
- La Campania (1990), a cura di Paolo Macry e Pasquale Villani
- Il Lazio (1991), a cura di Alberto Caracciolo
- La Liguria (1994), a cura di Antonio Gibelli e Paride Rugafiori
- La Valle d'Aosta (1995), a cura di Stuart J. Woolf
- L'Emilia Romagna (1997), a cura di Roberto Finzi
- La Sardegna (1998), a cura di Luigi Berlinguer e Antonello Mattone
- L'Abruzzo (2000), a cura di Massimo Costantini e Costantino Felice
- La Lombardia (2001), a cura di Duccio Bigazzi e Marco Meriggi
- Il Friuli - Venezia Giulia (2002), a cura di Roberto Finzi, Claudio Magris e Giovanni Miccoli

## Serie tematicaAnnali
- 1. Dal feudalesimo al capitalismo (1978), a cura di Ruggiero Romano e Corrado Vivanti
  - Ruggiero Romano e Corrado Vivanti, Premessa
  - Karol Modzelewski, La transizione dall'antichità al feudalesimo
  - Giuseppe Papagno, I feudalesimi: la ricchezza e il potere politico
  - Philip Jones, Economia e società nell'Italia medievale: la leggenda della borghesia
  - Piero Ugolini, Tecnologia ed economia agrarie dal feudalesimo al capitalismo
  - Marian Malowist, Capitalismo commerciale e agricoltura
  - Roberto Finzi, Stato regionale e inconcepibilità del mercato nazionale in Italia nell'età della transizione europea al capitalismo
  - Helmut G. Koenigsberger, Parlamenti e istituzioni rappresentative negli antichi Stati italiani
  - Giovanni Levi, Strutture familiari e rapporti sociali in una comunità piemontese fra Sette e Ottocento
  - Mauro Ambrosoli, Fiere e mercati in un'area agricola piemontese fra Sette e Ottocento
  - Piero Ugolini, Il podere nell'economia rurale italiana
  - Hannelore Zug Tucci, Un linguaggio feudale: l'araldica
  - Pasquale Villani, Gruppi sociali e classe dirigente all'indomani dell'Unità
  - Brian Pullan e Stuart J. Woolf, Plebi urbane e plebi rurali: da poveri a proletari
  - Giuseppe Berta, Dalla manifattura al sistema di fabbrica: razionalizzazione e conflitti di lavoro
  - Maurice Aymard, La transizione dal feudalesimo al capitalismo
  - Franco Monelli, Il capitalismo italiano. Linee generali d'interpretazione
- 2/1. L'immagine fotografica (1845–1945) (1979), a cura di Carlo Bertelli e Giulio Bollati
  - Nota dell'editore
  - Giulio Bollati, Note su fotografia e storia
  - Carlo Bertelli, La fedeltà incostante
- 2/2. L'immagine fotografica (1845–1945) (1979), a cura di Carlo Bertelli e Giulio Bollati
- 3. Scienza e tecnica nella cultura e nella società dal Rinascimento a oggi (1980), a cura di Gianni Micheli
  - Gianni Micheli, La cultura italiana di fronte alla scienza
  - Roberto Maiocchi, La macchina come strumento di produzione
  - Manlio Brusatin, La macchina come soggetto d'arte
  - Sergio Escobar, Il controllo delle acque: problemi tecnici e interessi economici
  - Guido Panseri, La nascita della polizia medica: l'organizzazione sanitaria nei vari Stati italiani
  - Gianni Micheli, L'assimilazione della scienza greca
  - Giulio Giorello, Gli «oscuri labirinti»: calcolo e geometria nel Cinque e Seicento
  - Guido Panseri, Medicina e scienze naturali nei secoli XVI e XVII
  - Ugo Baldini, La scuola galileiana
  - Ugo Baldini, L'attività scientifica nel primo Settecento
  - Gianni Micheli, Scienza e filosofia da Vico a oggi
  - Pietro Redondi, Cultura e scienza dall'illuminismo al positivismo
  - Giorgio Cosmacini, Problemi medico-biologici e concezione materialistica nella seconda metà dell'Ottocento
  - Roberto Maiocchi, Il ruolo delle scienze nello sviluppo industriale italiano
  - Massimo Galuzzi, Geometria algebrica e logica tra Otto e Novecento
  - Giacomo Cavallo e Antonio Messina, Caratteri, ambienti e sviluppo dell'indagine fisica nel Novecento e la politica della ricerca
  - Luigi Besana, Il concetto e l'ufficio della scienza nella scuola
  - Luigi Besana e Massimo Galuzzi, Geometria e latino: due discussioni per due leggi
  - Ugo Baldini e Luigi Besana, Organizzazione e funzione delle accademie
- 4. Intellettuali e potere (1981), a cura di Corrado Vivanti
  - Corrado Vivanti, Presentazione
  - Giovanni Tabacco, Gli intellettuali del medioevo nel giuoco delle istituzioni e delle preponderanze sociali
  - Lionello Sozzi, Retorica e umanesimo
  - Piero Camporesi, Cultura popolare e cultura d'élite fra Medioevo ed età moderna
  - Adriano Prosperi, Intellettuali e Chiesa all'inizio dell'età moderna
  - Albano Biondi, Aspetti della cultura cattolica post-tridentina. Religione e controllo sociale
  - Leandro Perini, Gli utopisti: delusioni della realtà, sogni dell'avvenire
  - Carlo Dionisotti, Biografia e iconografia
  - Umberto Carpi, Egemonia moderata e intellettuali nel Risorgimento
  - Sabino Cassese, Giolittismo e burocrazia nella «cultura delle riviste»
  - Silvio Lanaro, Il Plutarco italiano: l’istruzione del «popolo» dopo l'Unità
  - Giulio Sapelli, Gli «organizzatori della produzione» tra struttura d'impresa e modelli culturali
  - Salvatore Settis, Artisti e committenti fra Quattro e Cinquecento
  - Leandro Perini, Editori e potere in Italia dalla fine del secolo XV all'Unità
  - Walter Barberis, Uomini di corte nel Cinquecento tra il primato della famiglia e il governo dello Stato
  - Luciano Allegra, Il parroco: un mediatore fra alta e bassa cultura
  - Roberto Rusconi, Predicatori e predicazione
  - Marina Roggero, Professori e studenti nelle università tra crisi e riforme
  - Giuseppe Ricuperati, I giornalisti italiani fra poteri e cultura dalle origini all'Unità
  - Guido Panseri, Il medico: note su un intellettuale scientifico italiano nell'Ottocento
  - Giorgio Cosmacini, Medicina, ideologie, filosofie nel pensiero dei clinici tra Ottocento e Novecento
  - Giorgio Bini, Romanzi e realtà di maestri e maestre
  - Alberto Asor Rosa, Il giornalista: appunti sulla fisiologia di un mestiere difficile
  - Valerio Castronovo, Cultura e sviluppo industriale
  - Luciano Gallino, Il ricercatore sociale e l'impresa
- 5. Il paesaggio (1982), a cura di Cesare De Seta
  - Cesare de Seta, Presentazione
  - Jacques Le Goff, L'immaginario urbano nell'Italia medievale (secoli V-XV)
  - Sergio Zoli, L'immagine dell'Oriente nella cultura italiana da Marco Polo al Settecento
  - Cesare de Seta, L'Italia nello specchio del Grand Tour
  - Giovanni Romano, Idea del paesaggio italiano
  - Leonardo Di Mauro, L'Italia e le guide turistiche dall'Unità ad oggi
  - Sergio Romagnoli, Spazio pittorico e spazio letterario da Parini a Gadda
  - Elisabeth e Jörg Garms, Mito e realtà di Roma nella cultura europea **Gianni Venturi, Picta poësis: ricerche sulla poesia e il giardino dalle origini al Seicento
  - Maria Antonella Fusco, Il «luogo comune» paesaggistico nelle immagini di massa
- 6. Economia naturale, economia monetaria (1983), a cura di Ruggiero Romano e Ugo Tucci
  - Ruggiero Romano e Ugo Tucci, Premessa
  - Pierre Toubert, Il sistema curtense: la produzione e lo scambio interno in Italia nei secoli VIII, IX e X
  - Gina Fasoli, Prestazioni in natura nell'ordinamento economico feudale: feudi ministeriali dell'Italia nord-orientale
  - Liubov A. Kotel'nikova, Rendita in natura e rendita in denaro nell'Italia medievale (secoli IX-XV)
  - Viktor Rutenburg, La funzione sociale del denaro nel comune italiano
  - Henri Bresc, Reti di scambio locale e interregionale nell'Italia dell'alto Medioevo
  - Jean-Marie Martin, Economia naturale ed economia monetaria nell'Italia meridionale longobarda e bizantina (secoli VI-XI)
  - David Abulafia, Maometto e Carlo Magno: le due aree monetarie italiane dell'oro e dell'argento
  - Ugo Tucci, Prezzi e autoconsumo nel Medioevo italiano
  - John Day, Moneta metallica e moneta creditizia
  - Elyiahu Ashtor, Pagamento in contanti e baratto nel commercio italiano d'oltremare (secoli XIV-XVI)
  - Hannelore Zug Tucci, La caccia, da bene comune a privilegio
  - Christian Bec, Economia naturale ed economia monetaria negli scrittori italiani fra Tre e Cinquecento
  - Rosalba Davico, Oro, argento, rame: moneta dei ricchi, moneta dei poveri
  - Enrico Stampo, Economia naturale ed economia monetaria: l'imposta
  - Aldo Montesano, Inflazioni vecchie e nuove
  - Raffaello Vergani, Una comunità mineraria di montagna: Riva d'Agordo
  - Luigi Faccini, Affitti in denaro e salari in natura. Le contraddizioni apparenti dell'agricoltura lombarda (secoli XVII-XIX)
  - Massimo Costantini, Costruzioni ferroviarie e braccianti nel basso Polesine
  - Roberto Romano, L'economia degli spacci aziendali
  - Corrado Barberis, L'autoconsumo in Italia
- 7. Malattia e medicina (1984), a cura di Franco Della Peruta
  - Franco Della Peruta, Presentazione
  - Elena Brambilla, La medicina del Settecento: dal monopolio dogmatico alla professione scientifica
  - Giorgio Cosmancini, Teorie e prassi mediche tra Rivoluzione e Restaurazione: dall'ideologia giacobina all'ideologia del primato
  - Maria Luisa Betri, Il medico e il paziente: i mutamenti di un rapporto e le premesse di un'ascesa professionale (1815-1859)
  - Aurora Scotti, Malati e strutture ospedaliere dall'età dei Lumi all'Unità
  - Paolo Frascani, Ospedali, malati e medici dal Risorgimento all'età giolittiana
  - Domenico Preti, La questione ospedaliera nell'Italia fascista (1922-1940): un aspetto della «modernizzazione corporativa»
  - Ugo Tucci, Il vaiolo, tra epidemia e prevenzione
  - Anna Lucia Forti Messina, L'Italia dell'Ottocento di fronte al colera
  - Paolo Sorcinelli, Uomini ed epidemie nel primo Ottocento: comportamenti, reazioni e paure nello Stato pontificio
  - Ercole Sori, Malattia e demografia
  - Claudio Pogliano, L'utopia igienista (1870-1920)
  - Paola Corti, Malaria e società contadina nel Mezzogiorno
  - Alberto De Bernardi, Pellagra, Stato e scienza medica: la curabilità impossibile 
  - Luigi Faccini, Tifo, pensiero medico e infrastrutture igieniche nell'Italia liberale
  - Giorgio Gattei, La sifilide: medici e poliziotti intorno alla «Venere politica»
  - Ada Lonni, Medici, ciarlatani e magistrati nell'Italia liberale
  - Chiara Borro Saporiti, L'endemia tubercolare nel secolo XIX: ipotesi per ripensare un mito
  - Tommaso Detti, Stato, guerra e tubercolosi (1915-1922)
  - Domenico Preti, La lotta antitubercolare nell'Italia fascista
  - Roberto Romano, Sistema di fabbrica, sviluppo industriale e infortuni sul lavoro
  - Francesco De Peri, Il medico e il folle: istituzione psichiatrica, sapere scientifico e pensiero medico fra Otto e Novecento
  - Renzo Villa, Scienza medica e criminalità nell'Italia unita
  - Bernardino Farolfi, Antropometria militare e antropologia della devianza (1876-1908)
  - Giorgio Cosmacini, Scienza e ideologia nella medicina del Novecento: dalla scienza egemone alla scienza ancillare
- 8. Insediamenti e territorio (1985), a cura di Cesare De Seta
  - Bruno D'Agostino, Le strutture antiche del territorio
  - Fulco Pratesi, Gli ambienti naturali e l'equilibrio ecologico
  - Roberto Gabetti e Carlo Olmo, Discontinuità e ricorrenze nel paesaggio industriale italiano
  - Piero Ugolini, La formazione del sistema territoriale e urbano della Valle Padana
  - Anna Giannetti, La strada dalla città al territorio: nel Cinquecento
  - Lando Bortolotti, Viabilità e sistemi infrastrutturali
  - Rinaldo Comba, Le origini medievali dell'assetto insediativo moderno
  - Maurice Aymard, La città di nuova fondazione in Sicilia
  - Timothy Davies, La colonizzazione feudale della Sicilia
  - Liliane Dufour, Dopo il terremoto del 1693: la ricostruzione della Vai di Noto
  - Gérard Delille, L'ordine dei villaggi e l'ordine dei campi
  - Ilario Principe, Storia, ambiente e società nel territorio sardo
  - Diane Ghirardo e Kurt Forster, I modelli delle città di fondazione in epoca fascista
- 9. La Chiesa e il potere politico dal medioevo all'età contemporanea (1986), a cura di Giorgio Chittolini e Giovanni Miccoli
  - Giorgio Chittolini e Giovanni Miccoli, Introduzione
  - Giovanni Tabacco, Il volto ecclesiastico del potere nell'età carolingia
  - Girolamo Araldi, Alle origini del potere temporale dei papi: riferimenti dottrinari, contesti ideologici e pratiche politiche
  - Giuseppe Sergi, Vescovi, monasteri, aristocrazia militare
  - Mauro Ronzani, Vescovi, capitoli e strategie famigliari nell'Italia comunale
  - Giorgio Chittolini, Stati regionali e istituzioni ecclesiastiche nell'Italia centro settentrionale del Quattrocento
  - Paolo Prodi, Il «sovrano pontefice»
  - Adriano Prosperi, La figura del vescovo fra Quattro e Cinquecento: persistenze, disagi e novità
  - Enrico Stumpo, Il consolidamento della grande proprietà ecclesiastica nell'età della Controriforma
  - Mario Rosa, La Chiesa meridionale nell'età della Controriforma
  - Chiara Frugoni, Immagini politiche e religiose: trama e ordito di una stessa società
  - Gabriella Zarri, Monasteri femminili e città (secoli XV-XVIII)
  - Alessandro Pastore, Strutture assistenziali fra Chiesa e Stati nell'Italia della Controriforma
  - Roberto Rusconi, Confraternite, compagnie e devozioni
  - Andrea Castagnetti, Le decime e i laici
  - Gaetano Greco, I giuspatronati laicali nell'età moderna
  - Xenio Toscani, Il reclutamento del clero (secoli XVI-XIX)
  - Maurilio Guasco, La formazione del clero: i seminari
  - Claudio Donati, La Chiesa di Roma tra antico regime e riforme settecentesche (1675-1760)
  - Daniele Menozzi, Tra riforma e restaurazione. Dalla crisi della società cristiana al mito della cristianità medievale (1758-1848)
  - Giuseppe Battelli, Santa Sede e vescovi nello Stato unitario. Dal secondo Ottocento ai primi anni della Repubblica
  - Giuseppe Alberigo, Santa Sede e vescovi nello Stato unitario. Verso un episcopato italiano (1958-1985)
  - Giovanni Miccoli, «Vescovo e re del suo popolo». La figura del prete curato tra modello tridentino e risposta controrivoluzionaria
  - Liliana Ferrari, Il laicato cattolico fra Otto e Novecento: dalle associazioni devozionali alle organizzazioni militanti di massa
  - Luisa Mangoni, L'Università Cattolica del Sacro Cuore. Una risposta della cultura cattolica alla laicizzazione dell'insegnamento superiore
- 10. I professionisti (1996), a cura di Maria Malatesta
  - Maria Malatesta, Professioni e professionisti
  - Andrea Cammelli e Angelo Di Francia, Studenti, università, professioni: 1861-1993
  - Marco Santoro, Le trasformazioni in campo giuridico. Avvocati, procuratori e notai dall'Unità alla Repubblica
  - Paolo Frascani, I medici dall'Unità al fascismo
  - Antonella Secco, La corporazione medica in età repubblicana
  - Alessandra Cantagalli, La professione del dottore commercialista
  - Michela Minesso, L'ingegnere dall'età napoleonica al fascismo
  - Gian Carlo Calcagno, Il nuovo ingegnere (1923-1961)
  - Donatella Calabi, L'architetto
  - Carla Giovannini, La città dei professionisti
  - Giovanni Montoni, Un rapporto difficile: nobiltà e professioni
  - Michela De Giorgio, Donne e professioni
  - Alberto Mario Banti, Redditi, patrimoni, identità (1860-1922)
  - Fulvio Cammarano e Maria Serena Piretti, I professionisti in Parlamento (1861-1958)
  - Luigi Musella, Amici, parenti, clienti: i professionisti nelle reti della politica
  - Salvatore Adorno, Professionisti, famiglie e amministrazione in una periferia: Siracusa 1860-1930
  - Luisa Avellini, Il professionista verosimile. La «distinzione» professionale nella letteratura e nel cinema
  - Inge Botteri, Tra «onore» e «utile»: il galateo del professionista
- 11/1. Gli ebrei. Dal medioevo all'età dei ghetti (1996), a cura di Corrado Vivanti
  - David Abulafia, Il Mezzogiorno peninsulare dai bizantini all'espulsione (1541)
  - David Abulafia, Le comunità di Sicilia dagli arabi all'espulsione (1493)
  - David Abulafia, Gli ebrei di Sardegna
  - Shlomo Simonsohn, La condizione giuridica degli ebrei nell'Italia centrale e settentrionale (secoli XII-XVI)
  - Ariel Toaff, Gli ebrei a Roma
  - Ariel Toaff, Gli insediamenti askenaziti nell'Italia settentrionale
  - Michele Luzzati, Banchi e insediamenti ebraici nell'Italia centro-settentrionale fra tardo Medioevo e inizi dell'Età moderna
  - Ariel Toaff, La vita materiale
  - Ariel Toaff, «Banchieri» cristiani e «prestatori» ebrei?
  - Giacomo Todeschini, Usura ebraica e identità economica cristiana: la discussione medievale
  - David Cassuto, La sinagoga in Italia
  - Joseph Dan, La cultura ebraica nell'Italia medievale: filosofia, etica, misticismo
  - Eugenio Garin, L'umanesimo italiano e la cultura ebraica
  - Arthur M. Lesley, Il richiamo agli «antichi» nella cultura ebraica fra Quattro e Cinquecento
  - Roberto Bonfil, Lo spazio culturale degli ebrei d'Italia fra Rinascimento ed Età barocca
  - Massimo Acanfora Torrefranca, Sulle musiche degli ebrei in Italia
  - Adriano Prosperi, Incontri rituali: il papa e gli ebrei
  - Fausto Parente, La Chiesa e il Talmud
  - Diego Quaglioni, Fra tolleranza e persecuzione. Gli ebrei nella letteratura giuridica del tardo Medioevo
  - Francesco Renda, I marrani di Sicilia
  - Renata Segre, La Controriforma: espulsioni, conversioni, isolamento
  - Renata Segre, La formazione di una comunità marrana: i portoghesi a Ferrara
  - Stephanie Siegmund, La vita nei ghetti
- 11/2. Gli ebrei. Dall'emancipazione ad oggi (1997), a cura di Corrado Vivanti
- 12. La criminalità (1997), a cura di Luciano Violante
  - Luciano Violante , Delinquere, perdonare, punire
  - Carlo Federico Grosso, Le grandi correnti del pensiero penalistico italiano tra Ottocento e Novecento
  - Dario Melossi, Andamento economico, incarcerazione, omicidi e allarme sociale in Italia: 1863-1994
  - Isabella Pezzini, La figura criminale nella letteratura, nel cinema e in televisione
  - Eligio Resta, La secolarizzazione della colpa. Note sugli autori del reato
  - Sergio Moccia, Struttura e limiti della tutela penale in materia di patrimonio
  - Enzo Ciconte, Un delitto italiano: il sequestro di persona
  - Tullio Padovani, I delitti nelle relazioni private
  - Amedeo Cottino, Consumi illeciti
  - Daniela Adorni, Il brigantaggio
  - Luigi Marini, La corruzione politica
  - Donatella Della Porta, Il terrorismo
  - Sergio Flamini, La loggia P2
  - Alison Jamieson, Le organizzazioni mafiose
  - Giuseppe De Lutiis, L'omicidio politico e la sua protezione (1945-1995)
  - Cronologia delle stragi e dei delitti politici (1945-95)
  - Nicola Tranfaglia, Un delitto di gente per bene. Il processo Murri (1902-1905)
  - Giangiulio Ambrosiani, Il mostro di Roma: Gino Girolimoni
  - Giuseppe Di Lello, La vicenda di Salvatore Giuliano
  - Maurizio De Luca, Lo scandalo Montesi
  - Franco Ferraresi, La strage di piazza Fontana
  - Maria Vittoria Foschini e Stefano Montone, Il processo Tortora
  - Umberto Allegretti, Dissenso, opposizione politica, disordine sociale: le risposte dello Stato liberale
  - Guido Neppi Modona e Marco Pelissero, La politica criminale durante il fascismo
  - Francesco Palazzo, La politica criminale nell'Italia repubblicana
  - Davide Petrini, Il sistema di prevenzione personale tra controllo sociale ed emarginazione
  - Vincenzo Macello, La politica delle amnistie
  - Massimo Patarini, La criminalità punita. Processi di carcerizzazione nell'Italia del XX secolo
  - Marco Bouchard, Le risposte possibili alla criminalità diffusa
- 13. L'alimentazione (1998), a cura di Alberto Capatti, Alberto De Bernardi e Angelo Varni
  - Alberto Capatti, Alberto De Bernardi e Angelo Varni, Introduzione
  - Maria Luisa Betri, L'alimentazione popolare nell'Italia dell'Ottocento
  - Francesca Taddei, Il cibo nell'Italia mezzadrile fra Ottocento e Novecento
  - Gabriella Ciampi, L'alimentazione popolare a Roma e nell'Agro romano
  - Vita Teti, Le culture alimentari nel Mezzogiorno continentale in età contemporanea
  - Vera Zamagni, L'evoluzione dei consumi fra tradizione e innovazione
  - Francesco Chiapparino, Tra polverizzazione e concentrazione. L'industria alimentare dall'Unità al periodo tra le due guerre
  - Giampaolo Gallo, Renato Covino e Roberto Monnicchia, Crescita, crisi, riorganizzazione. L'industria alimentare dal dopoguerra a oggi
  - Giuseppe Moricola, Il «commensale insaziabile»: fiscalità e consumi alimentari in età liberale
  - Giorgio Pedrocco, La conservazione del cibo: dal sale all'industria agroalimentare
  - Paolo Sorcinelli, Per una storia sociale dell'alimentazione. Dalla polenta ai crackers
  - Assunta Trova, L'approvvigionamento alimentare dell'esercito italiano dall'Unità alla seconda guerra mondiale
  - Ada Lonni, Dall'alterazione all'adulterazione: le sofisticazioni alimentari nella società industriale
  - Carla Colombelli, Il cibo dell'infanzia
  - Fiorenza Tarozzi, Padrona di casa, buona massaia, cuoca, casalinga, consumatrice. Donne e alimentazione tra pubblico e privato
  - Paola Corti, Emigrazioni e consuetudini alimentari. L'esperienza di una catena migratoria
  - Antonia Pasi, «Come d'autunno cadono le foglie». L'allattamento nei brefotrofi italiani del XIX secolo
  - Alberto Capatti, Lingua, regioni e gastronomia dall'Unità alla seconda guerra mondiale
  - Alberto Veca, Iconografia alimentare del Novecento
  - Giovanni Anceschi e Valeria Bucchetti, Il «packaging» alimentare
  - Maria Paola Moroni Salvatori, Ragguaglio bibliografico sui ricettari del primo Novecento
  - Daniela Gallingani, Gusti e disgusti: la tavola e il cibo nella letteratura e nel cinema
  - Luca Vercelloni, La modernità alimentare
  - Eva Benelli e Romeo Bossoli, Gli stili alimentari oggi
- 14. Legge Diritto Giustizia (1999), a cura di Luciano Violante
  - Luciano Violante, I cittadini, la legge e il giudice
  - Paolo Barile, Lo sviluppo dei diritti fondamentali nell'ordinamento repubblicano
  - Enrico Grosso, La cittadinanza: appartenenza, identità e partecipazione dallo Stato liberale alla democrazia contemporanea
  - Andrea Giorgis, I diritti all'uguaglianza materiale
  - Paolo Cendon, I diritti delle persone deboli
  - Lucio Francario, La tutela civile dei diritti
  - Andrea Pubusa, Diritti soggettivi e pubblica amministrazione
  - Roberto Cavallo Perin, Procedimento amministrativo e giustizia amministrativa
  - Gastone Cottino, Ascesa e tramonto dello Stato imprenditore: morte e resurrezione?
  - Gastone Cottino, Grande impresa, potere e società alle soglie del Duemila
  - Giuliano Amato, Le autorità indipendenti
  - Sergio Ciarloni, La giustizia civile e i suoi paradossi
  - Mario Sbricioli, Caratteri originari e tratti permanenti del sistema penale italiano (1860-1990)
  - Marco Cammelli, Crisi dei meccanismi regolativi e supplenza giudiziale
  - David Nelken, Il significato di Tangentopoli: la risposta giudiziaria alla corruzione e i suoi limiti
  - Emmanuel Barbe, «Mani pulite» e la Francia
  - Regina Krieger, La Germania e «Tangentopoli»
  - Leonid Fituni, La corruzione in Russia
  - Vladimiro Zagrebelsky, La magistratura ordinaria dalla Costituzione a oggi
  - Caro Guarnirei, La Corte di cassazione
  - Guido Melis, Il Consiglio di Stato
  - Giuseppe Carbone, La Corte dei conti
  - Franco Cipriani, La professione di avvocato
  - Michele Ainis, La chiarezza delle leggi
  - Gaetano Silvestri, La Corte costituzionale nella svolta di fine secolo
  - Massimo Lucani, La crisi del diritto nazionale
  - Ferruccio Pastore, Migrazioni internazionali e ordinamento giuridico
  - Alessandro Pizzorusso, Pluralismo delle fonti interne e formazione di un sistema di fonti sopranazionali
- 15. L'industria (1999), a cura di Franco Amatori, Duccio Bigazzi, Renato Giannetti e Luciano Segreto
  - Franco Amatori, Duccio Bigazzi, Renato Giannetti e Luciano Segreto, Premessa
  - Luciano Segreto, Storia d'Italia e storia dell'industria
  - Nicola Crepas, Le premesse dell'industrializzazione
  - Albert Carreras, Un ritratto quantitativo dell'industria italiana
  - Stefano Battilossi, Mercati e concentrazione
  - Pier Angelo Toninelli, La questione energetica
  - Renato Riannetti, Il progresso tecnologico
  - Giuseppe Conti, Le banche e il finanziamento industriale
  - Giandomenico Piluso, Gli istituti di credito speciale
  - Andrea Giuntini, Nascita, sviluppo e tracollo della rete infrastrutturale
  - Marco Doria, Gli imprenditori tra vincoli strutturali e nuove opportunità
  - Franco Amatori, La grande impresa
  - Andrea Colli, Piccole imprese e «piccole industrie» in Italia sino al 1945
  - Marco Bellandi, «Terza Italia» e «distretti industriali» dopo la Seconda guerra mondiale
  - Duccio Bigazzi, Modelli e pratiche organizzative nell'industrializzazione italiana
  - Giuseppe Berta, Imprese e sindacati nella contrattazione collettiva
  - Michelangelo Vasta, Capitale umano e ricerca scientifica e tecnologica
  - Giovanni Federico e Renato Giannetti, Le politiche industriali
  - Giovanni Zozzini, Le politiche di welfare per l'industria
  - Raffaele Teti, Imprese, imprenditori e diritto
- 16. Roma, città del Papa. Vita civile e religiosa dal giubileo di Bonifacio VIII al giubileo di papa Wojtyla (2000), a cura di Luigi Fiorani e Adriano Prosperi
  - Luigi Fiorani e Adriano Prosperi, Una città «plurale»
  - Arnold Esch, Immagine di Roma tra realtà religiosa e dimensione politica nel Quattro e Cinquecento
  - Simon Ditchfield, Leggere e vedere Roma come icona culturale (1500-1800 circa)
  - Cesare Vasoli, L'immagine sognata: il «papa angelico»
  - Maria Antonietta Visceglia, Cerimoniali romani: il ritorno e la trasfigurazione dei trionfi antichi
  - Daniela Solfaroli Camillocci, Lo sguardo dell'altra Roma: Ginevra e la capitale dei «papisti»
  - Peter Partner, Il mondo della curia e i suoi rapporti con la città
  - Laurie Nussdorfer, Il «popolo romano» e i papi: la vita politica della capitale religiosa
  - Wolfgang Reinhard, Le carriere papali e cardinalizie. Contributo alla storia sociale del papato
  - Mario Rosa, Per grazia del papa: pensioni e commende nell'Italia del Seicento
  - Eugenio Sonnino, Le anime dei romani: fonti religiose e demografia storica
  - Domenico Rocciolo, La costruzione della città religiosa: strutture ecclesiastiche a Roma tra la metà del Cinquecento e l'Ottocento
  - Stefano Andretta, Il governo dell'osservanza: poteri e monache dal Sacco alla fine del Seicento
  - Luigi Fiorani, «Charità et pietate». Confraternite e gruppi devoti nella città rinascimentale e barocca
  - Giovanni Pizzorusso, Agli antipodi di Babele: Propaganda Fide tra immagine cosmopolita e orizzonti romani (XVII-XIX secolo)
  - Silvia Carandini, L'effimero spirituale. Feste e manifestazioni religiose nella Roma dei papi in età moderna
  - Anna Foa e Kenneth Stow, Gli ebrei di Roma. Potere, rituale e società in età moderna
  - Alessandro Portelli, Non s'è presentato nessuno: i due giorni dei deportati ebrei romani al Collegio Militare di piazza Della Rovere
  - Paolo Petrucci, I rom di Casilino 700 al tempo del giubileo
  - Ottavia Piccoli, «Le donne biastemavano orazzione». Forme del consumo del sacro nella lunga Controriforma romana
  - Laura Antonucci, Scrivere la santità. 'Vite esemplari' di donne nella Roma barocca
  - Miguel Gotor, La fabbrica dei santi: la riforma urbaniana e il modello tridentino
  - Christian Renoux, Canonizzazione e santità femminile in età moderna
  - Pietro Stella, Tra Roma barocca e Roma capitale: la pietà romana
  - Irene Fosi, Fasto e decadenza degli anni santi
  - Dominique Julia, L'accoglienza dei pellegrini a Roma
  - Pierroberto Scaramella, Tra Roma e Fabriano: culti per l'infanzia di Cristo nello Stato della Chiesa in età moderna
  - Chiara Basta, Il Gesù Bambino dell'Aracoeli: metamorfosi di un'iconografia
  - Maria Pia Donato, Roma in rivoluzione (1798, 1848, 1870)
  - Philippe Boutry, La Roma napoleonica fra tradizione e modernità (1809-14)
  - Pietro Gibellini, Giuseppe Gioachino Belli e la religione dei romani
  - Giuseppe Monsagrati, Roma nel crepuscolo del potere temporale
  - Giacomo Martina, Roma, dal 20 settembre 1870 all'11 febbraio 1929
  - Giovanni Vian, Il modernismo a Roma tra Chiesa e cultura
  - Adriano Ossicini, La Sinistra cristiana a Roma
  - Francesco Margiotta Broglio, Dalla Conciliazione al giubileo 2000
- 17. Il Parlamento (2001), a cura di Luciano Violante
  - Luciano Violante, Il futuro dei parlamenti
  - Antonello Mattone, I miti fondatori del parlamentarismo italiano
  - Gian Savino Pene Vidari, Parlamenti preunitari e Parlamento subalpino
  - Paolo Colombo, La "ben calcolata inazione": Corona, Parlamento e ministri nella forma di governo statutaria
  - Francesco Soddu, Il ruolo del Parlamento nella costruzione dell'unità politica e amministrativa
  - Sandro Rogari, La Sinistra in Parlamento: da Depretis a Crispi
  - Umberto Levra, Il Parlamento nella crisi di fine secolo
  - Silvano Montaldo, Il Parlamento e la società di massa (1900-19)
  - Stefano Sicardi, Il fascismo in Parlamento: lo svuotamento della rappresentanza generale
  - Francesco Bonini, La Consulta e l'Assemblea costituente
  - Lorenza Carlassare, Un bicameralismo discutibile
  - Pietro Scoppola, Parlamento e governo da De Gasperi a Moro
  - Silvano Labriola, Sviluppo e decadenza della tesi della centralità del parlamento: dall'unità nazionale ai governi Craxi
  - Massimo Luciani, Il Parlamento negli anni Novanta
  - Enrico Grosso, Parlamento e Corte costituzionale
  - Giorgio Rebuffa, Teoria e prassi del negoziato parlamentare tra conflitto e consociazione
  - Salvatore Curreri, il voto segreto: uso, abuso eccezione
  - Maria Serena Piretti, Sistemi elettorali e struttura del parlamento
  - Paolo Caretti, Le svolte della politica italiana nelle riforme dei regolamenti parlamentari
  - Vincenzo Lippolis, Maggioranza, opposizioni e governo nei regolamenti e nelle prassi parlamentari dell'età repubblicana
  - Gianfranco Pasquino, Partiti, gruppi sociali, lobby e singoli parlamentari nella vita di Camera e Senato
  - Nicolò Zanon, La rappresentanza della nazione e il libero mandato parlamentare
  - Anton Paolo Tanda, Lineamenti di storia dell'ostruzionismo italiano
  - Beniamino Caravita Di Toritto, L'inchiesta parlamentare
  - Mario Pacelli, Le amministrazioni delle Camere tra politica e burocrazia
  - Alfio Mastropaolo, Notabili, clientelismo e trasformismo
  - Alberto Martinelli e Francesco Zucchini, Profilo sociale e professionale, livello e tipo di istruzione ed esperienza politica dei deputati italiani: evoluzione e prospettive
  - Fabrizia Giuliani, Il discorso parlamentare
  - Lucilla Albano, Cinema e Parlamento: i «mostri» e gli «eroi»
  - Enrico Menduni, Radio, televisione e Parlamento
  - Carlo A. Madrignani e Giancarlo Bertoncini, Il Parlamento nel romanzo italiano
  - Stefano Folli, La stampa parlamentare
  - Franco Zagari, La casa del perlamento. Fra architettura, istituzioni e potere
  - Mario Dogliani, Immunità e prerogative parlamentari
  - Giovanni Bianconi, Tangentopoli in Parlamento
  - Isabella Massabò Ricci, L'Alta Corte di giustizia e il processo Persano
  - Maurizio Caprara, Il caso Lockheed in Parlamento
  - Gianni Ferrara, La forma dei parlamenti
  - Alessandro Palanza, La perdita dei confini: le nuove procedure interistituzionali nel Parlamento italiano
  - Tom R. Burns, Ugo Corte e Masoud Kamali, L'evoluzione dei parlamenti. panorama storico-comparativo delle assemblee parlamentari e dei processi di decisione politica
  - Sara Volterra, Il 'contropotere': presente e futuro del Parlamento negli Stati Uniti d'America
  - Ito Soichiro, Il Parlamento giapponese nel Novecento: l'evoluzione storica
  - Bai Gang, L'esperienza parlamentare nella Cina contemporanea
  - Miguel Angel Martinez, Le relazioni internazionali tra i parlamenti e la politica estera dei governi
- 18. Guerra e pace (2002), a cura di Walter Barberis
  - Walter Barberis, Premessa
  - Walter Barberis, L'elmo di Scipio
  - Alessandro Barbero, Il castello, il comune, il campanile. Attitudini militari e mestiere delle armi in un paese diviso
  - Mirella Mafrici, I mari del Mezzogiorno d'Italia tra cristiani e musulmani
  - Francesco Paolo Fiore, L'architettura come baluardo
  - Filippo Camerata, Le scienze della guerra
  - Lina Bolzoni, «O maledetto, o abominoso ordigno»: la rappresentazione della guerra nel poema epico-cavalleresco
  - Sergio Mamino, Una guerra per l'arte: modelli e motivazioni della raffigurazione rinascimentale di battaglie
  - Piero Del Negro, Una lingua per la guerra: il Rinascimento militare italiano
  - Corrado Vivanti, «Iustitia et armi» nell'Italia di Machiavelli
  - Salvatore Silvano Nigro, Cavalleria e dissimulazione. Il tipo barocco italiano
  - Vincenzo Ferrone, Un re, un esercito, una nazione. Il riarmo italiano nel Settecento tra innovazioni tecnologiche, assolutismo e identità nazionali d'Antico Regime
  - Alberto M. Banti e Marco Mondini, Da Novara a Custoza: culture militari e discorso nazionale tra Risorgimento e Unità
  - Salvatore Lupo, Il grande brigantaggio. Interpretazione e memoria di una guerra civile
  - Nicola Labanca, Discorsi coloniali in uniforme militare, da Assab via Adua verso Tripoli
  - Antonio Gibelli, Nefaste meraviglie. Grande Guerra e apoteosi della modernità
  - Bruno Tobia, Dal Milite ignoto al nazionalismo monumentale fascista (1921-1940)
  - Luciano Segreto, L'industria della guerra
  - Giorgio Rochat, Le guerre del fascismo
  - Angelo Bendotti, La guerra partigiana
  - Giovanni De Luna, L'identità coatta. Gli italiani in guerra (1940-1945)
  - Gian Enrico Rusconi, Guerra e intervento umanitario. L'Italia alla ricerca di una nuova affidabilità internazionale
  - Alberto Asor Rosa, L'epopea tragica di un popolo non guerriero
- 19. La moda (2003), a cura di Carlo Marco Belfanti e Fabio Giusberti
  - Carlo Marco Belfanti e Fabio Giusberti, Introduzione
  - Claudia Pancino, Soffrire per ben comparire. Corpo e bellezza, natura e cura
  - Michelle A. Laughran, Oltre la pelle. I cosmetici e il loro uso
  - Paola Venturelli, I gioielli e l'abito tra Medioevo e Liberty
  - Renata Ago, Il linguaggio del corpo
  - Angela Ghirardi, Strategie dell'apparire. Ritratti d'amore e di morte nell'Italia moderna
  - Maria Giuseppina Muzzarelli, Le leggi suntuarie
  - Valeria Pinchera, Vestire la vita, vestire la morte: abiti per matrimoni e funerali, XIV-XVII secolo
  - Maria Canella, Vestire la vita, vestire la morte: abiti per matrimoni e funerali, XVIII-XX secolo
  - Sergio Onger, Vestire in collegio. L'abbigliamento negli istituti di educazione
  - Giovanni Luigi Fontana, La lana
  - Roberta Orsi Landini, La seta
  - Gianpiero Fumi, Il cotone
  - Piero Ventura, Cuoio e pellicce
  - Andrea Colli, Fibre chimiche
  - Doretta Davanzo Poli, Il sarto
  - Patricia Allerston, L'abito usato
  - Carlo Marco Belfanti, Maglie e calze
  - Andrea Vinello, Storia sociale della calzatura
  - Elisabetta Merlo, Le origini del sistema moda
  - Salvo Testa, La specificità della filiera italiana della moda
  - Marcello Fantoni, Le corti e i «modi» del vestire
  - Erica Morato, La stampa di moda dal Settecento all'Unità
  - Rita Carrarini, La stampa di moda dall'Unità a oggi
  - Jonathan Morris, Le vetrine della moda
- 20. L'immagine fotografica 1945-2000 (2004), a cura di Uliano Lucas
  - Uliano Lucas e Tatiana Agliani, L'immagine fotografica 1945-2000
  - Paul Ginsborg, Sogni, genere, classi sociali: elementi di italianità, 1945-2000
  - Immagini nella storia del Paese dal 1945 a oggi
  - Michele Smargiassi, La famiglia foto-genica
  - Stefano Boeri, Movimenti dello sguardo
  - Marco Garzonio, Il mondo cattolico e la visibilità negata
  - Enrico Deaglio, La mafia e la sua rappresentazione
  - Cosimo Schinaia, Fotografia e psichiatria
  - Eugenio Alberti Schatz, Fabbrica: uno sguardo difficile
  - Gianni Mura, Lo sport e la sua immagine
  - Lietta Tornabuoni, Maggiorate
  - Sergio Luzzatto, Il corpo politico
  - Claudio Marra, Collezionando fotografie, che cosa collezioniamo?
  - Maria Perosino, Un istante autentico
  - Antonio Somaini, Percorsi della fotografia pubblicitaria
  - Gloria Bianchino, La foto di moda
  - Gloria Bianchino, Fotografia e grafica
  - Roberto Mutti, L'editoria fotografica: uno sguardo critico
  - Giovanna Calvenzi, La geografia dei fotografi indipendenti
  - Manuela Fugenzi, L'evoluzione del mezzo tecnico
  - Gianluigi Colin, La tirannia della visione. Fotografia, informazione, ambiguità
  - Marina Miraglia, Il patrimonio fotografico italiano: stato di conservazione e progetti di tutela
- 21. La Massoneria (2006), a cura di Gian Mario Cazzaniga
  - Gian Mario Cazzaniga, La massoneria come problema storiografico
  - Gian Mario Cazzaniga, Nascita della massoneria nell'Europa moderna
  - Pierre-Yves Beaurepaire, Grand Tour, République des Lettres e reti massoniche: una cultura della mobilità nell'Europa dei Lumi
  - Francesca Fedi, Comunicazione letteraria e «generi massonici» nel Settecento italiano
  - Gerardo Tacchini, Massoneria e musica italiana nel Settecento europeo
  - Gian Mario Cazzaniga, Giardini settecenteschi e massoneria: il giardino di memoria
  - José Antonio Ferrer Benimeli, Origini, motivazioni ed effetti della condanna vaticana
  - Daniele Menozzi, Cattolicesimo e massoneria nell'età della Rivoluzione francese
  - Giovanni Miccoli, Leone XIII e la massoneria
  - Francesca Sofia, Gli ebrei risorgimentali fra tradizione biblica, libera muratoria e nazione
  - Marco Novarino, Massoneria e protestantesimo
  - Charles Porset, Cagliostro e la massoneria
  - Gian Mario Cazzaniga, Il complotto: metamorfosi di un mito
  - Vincenzo Ferrone e Gerardo Tocchini, La massoneria nel Regno di Sardegna
  - Giuseppe Giarrizzo, La massoneria lombarda dalle origini al periodo napoleonico
  - Helmut Reinalter, La massoneria nel Tirolo
  - Piero Del Negro, La massoneria nella Repubblica di Venezia
  - Calogero Farinella, Per una storia della massoneria nella Repubblica di Genova
  - Renato Pasta, Fermenti culturali e circoli massonici nella Toscana del Settecento
  - Anna Maria Isastia, Massoneria e sette segrete nello Stato Pontificio
  - Anna Maria Rao, La massoneria nel Regno di Napoli
  - Gian Mario Cazzaniga, Nascita del Grande Oriente d'Italia
  - Gian Mario Cazzaniga, Origini ed evoluzioni dei rituali carbonari italiani
  - Fulvio Conti, Massoneria e sfera pubblica nell'Italia liberale, 1859-1914
  - Tullia Catalan, Le società segrete irredentiste e la massoneria italiana
  - Barbara De Poli, Il mito dell'Oriente e l'espansione massonica italiana nel Levante
  - Gerardo Padulo, Dall'interventismo al fascismo
  - Santi Fedele, La Massoneria nell'esilio e nella clandestinità
  - Ferdinando Cordova, Ricostituzione della massoneria italiana e riconoscimenti internazionali (1943-48)
  - Fabio Martelli, La Massoneria italiana nel periodo repubblicano (1948-2005)
  - Antonio Panaino, Rito e ritualità nella tradizione massonica tra storia e antropologia
  - Francesca Vigni, L'iniziazione femminile nella massoneria italiana
- 22. Il Risorgimento (2007), a cura di Alberto Mario Banti e Paul Ginsborg
  - Alberto Mario Banti e Paul Ginsborg, Per una nuova storia del Risorgimento
  - Paul Ginsborg, Romanticismo e Risorgimento: l'io, l'amore e la nazione
  - Roberto Bizzocchi, Una nuova morale per la donna e la famiglia
  - Ilaria Porciani, Disciplinamento nazionale e modelli domestici nel lungo Ottocento: Germania e Italia a confronto
  - Marta Bonsanti, Amore familiare, amore romantico e amor di patria
  - Luisa Levi D'Ancona, Padri e figli nel Risorgimento
  - Simonetta Soldani, Il Risorgimento delle donne
  - Laura Guidi, Donne e uomini del Sud sulle vie dell'esilio. 1848-60
  - Lucy Riall, Eroi maschili, virilità e forme della guerra
  - Simonetta Chiappini, La voce della martire. Dagli «evirati cantori» all'eroina romantica
  - Martin Thom, Europa, libertà e nazioni: Cattaneo e Mazzini nel Risorgimento
  - Silvia Rosa, Un'immagine che prende corpo: il «popolo» democratico nel Risorgimento
  - Simon Levis Sullam, «Dio e il Popolo»: la rivoluzione religiosa di Giuseppe Mazzini
  - Enrico Francia, «Il nuovo Cesare è la patria». Clero e religione nel lungo Quarantotto italiano
  - Daniele Menozzi, I gesuiti, Pio IX e la nazione italiana
  - Carlotta Sorba, Il 1848 e la melodrammatizzazione della politica
  - Alessio Petrizzo, Spazi dell'immaginario. Festa e discorso nazionale in Toscana tra 1847 e 1848
  - Marco Meriggi, Gli antichi stati crollano
  - Gian Luca Fruci, Il sacramento dell'unità nazionale. Linguaggi, iconografia e pratiche dei plebisciti risorgimentali (1848-70)
  - Carlo Bersani, Cittadinanze ed esclusioni
  - Alberto Mario Banti, La memoria degli eroi
  - Pietro Finelli, «È divenuto un Dio». Santità, Patria e Rivoluzione nel «culto di Mazzini» (1872-1905)
  - Eva Cecchinato e Mario Misnenghi, La nazione volontaria
  - Fernando Mazzocca, La rappresentazione della guerra nella pittura risorgimentale
  - Pietro Finelli e Gian Luca Fruci, «Que votre révolution soit vièrge». Il «momento risorgimentale» nel discorso politico francese (1796-1870)
  - Christopher Puggan, Gran Bretagna e Italia nel Risorgimento
  - Isabel María Pascual Sastre, La circolazione di miti politici tra Spagna e Italia (1820-80)
  - Stefan Malfèr, Immagini dell'altro: austriaci e italiani
- 23. La banca (2008), a cura di Claudio Bermond, Alberto Cova, Angelo Moioli, Salvatore La Francesca
- 24. Migrazioni (2009), a cura di Paola Corti e Matteo Sanfilippo
  - Paola Corti e Matteo Sanfilippo, Introduzione
  - Claudia Moatti e Wolfgang Kaiser, Mobilità umana e circolazione culturale nel Mediterraneo dall'età classica all'età moderna
  - Alessandro Barbero, Le migrazioni medievali
  - Giovanni Pizzorusso, Migrazioni di lavoro: la penisola italiana in età moderna
  - Eleonora Canepari, Immigrati, spazi urbani e reti sociali nell'Italia d'antico regime
  - Eugenio Sonnino, Popolazione e immigrazione a Roma: stime dei saldi migratori, 1620-1870
  - Pier Paolo Viazzo, La mobilità nelle frontiere alpine
  - Adriana Dadà, Balie, serve, tessitrici
  - Daniela Luigia Caglioti, Migrazione d'élite e diaspore imprenditoriali: banchieri, imprenditori, e tecnici in Europa dal Quattrocento alla prima guerra mondiale
  - Matteo Sanfilippo, Gli esuli di antico regime
  - Chiara Vangelista e Mauro Reginato, L'emigrazione valdese
  - Luca Bravi e Nando Sigona, Rom e sinti in Italia. Permanenze e migrazioni
  - Emilio Franzina, Poligrafi, storici e migranti fra l'Italia e il mondo
  - Donna Rae Gabaccia, L'Italia fuori d'Italia
  - Ercole Sori, Mercati e rimesse: il ruolo dell'emigrazione nell'economia italiana
  - Amoreno Martellini, Emigrazione e imprenditoria. Cinque ipotesi di studio
  - Paola Corti, Famiglie transnazionali
  - Stefano Luconi, Emigrazione, vita politica e partecipazione sindacale
  - Patrizia Audenino e Antonio Bechelloni, L'esilio fra Otto e Novecento
  - Matteo Pretelli, Fascismo e post-fascismo tra gli italiani all'estero
  - Sandro Rinauro, Emigranti e clandestini nel secondo dopoguerra
  - Roberto Sala, L'emigrazione italiana in Europa dal boom economico alla fine dei grandi flussi
  - Franco Ramella, Le migrazioni interne. Itinerari geografici e percorsi sociali
  - Maria Susanna Garroni e Elisabetta Vezzosi, Italiane migranti
  - Loretta Baldassar, Ritorni e visite in patria: la circolarità dello spazio migratorio
  - Amalia Signorelli, Dall'emigrazione agli italiani nel mondo
  - Corrado Bonifazi e Frank Heins, Ancora migranti: la nuova mobilità degli italiani
  - Augusta Molinari, Traversate
  - Franco Pittau e Luca Di Sciullo, Gli stranieri in Italia: geografia e dinamica degli insediamenti
  - Enrico Pugliese, Il lavoro degli immigrati
  - Michele Colucci, Sindacato e migrazioni
  - Pietro Cingolani, Spazi urbani e migrazioni in Italia
  - Salvatore Palidda, Socialità e associazionismo degli immigrati
  - Giovanni Semi, Il mercato come spazio di relazione e di conflittualità interetnica
  - Simone Cinotto, La cucina diasporica: il cibo come segno di identità culturale
  - Maurizio Ambrosini, La costruzione di identità trasversali: relazioni e appartenenze sociali attraverso i confini
  - Lorenzo Prencipe, Identità religiosa e migrazioni
  - Maddalena Tirabassi, I luoghi della memoria delle migrazioni
  - Sebastiano Martelli, Letteratura delle migrazioni
  - Guido Tintori, Nuovi italiani e italiani nel mondo. Il nodo della cittadinanza
- 25. Esoterismo (2010), a cura di Gian Mario Cazzaniga
  - Gian Mario Cazzaniga, Esoterismo e filosofia in Occidente
  - Pietro Mander, Divinazione e magia cerimoniale nelle civiltà mesopotamiche
  - Edda Bresciani, Potere della parola e riti di resurrezione nell'Egitto faraonico
  - Antonio Panaino, I Magi in Occidente
  - Bruno Centrone, Confraternite pitagoriche e neopitagoriche
  - Pinella Travaglia, Origini bizantine e islamiche dell'alchimia occidentale
  - Mino Gabriele, Esoterismo e iconologia
  - Vittoria Perrone Compagni, Ermete nel Medioevo cristiano
  - Cesare Vasoli, Prisca theologia e scienze occulte nell'umanesimo fiorentino
  - Marialuisa Baldi, Spiriti, demoni e arcana. Gratarolo e Cardano
  - Simonetta Bassi, La magia in Giordano Bruno
  - Jean-Pierre Brach, Umanesimo e correnti esoteriche in Italia: l'esempio della «qahbalah cristiana» (XV-XVII secolo)
  - Vincenzo Lavenia, L'arca e gli astri. Esoterismo e miscredenza davanti all'Inquisizione (1587-91)
  - Federico Barbierato e Adelisa Malena, Rosacroce, libertini e alchimisti nella società veneta del secondo Seicento: i Cavalieri dell'Aurea e Rosa Croce
  - Mario Rosa, Lumi, stregoneria e magia nell'Italia del Settecento
  - Gerardo Tocchini, Le veglie di Torino. Joseph de Maistre e la religione magica del cristianesimo delle origini
  - Barbara Mazza Boccazzi, Esoterismo nei giardini veneti
  - Francesca Fedi, Retaggio nazionale e nuova ritualità civile nel progetto lirico foscoliano
  - Gian Mario Cazzaniga, Dante profeta dell'unità d'Italia
  - Alessandro Guetta, Elia Benamozegh e la qabbalah in Italia
  - Gian Mario Cazzaniga, Garibaldi e la «religione di Dio»
  - Simona Cigliana, Spiritismo e parapsicologia nell'età positivista
  - Gian Mario Cazzaniga, Ermetismo ed egizianesimo a Napoli dai Lumi alla Fratellanza di Miriam
  - Marco Pasi, Teosofia e antroposofia nell'Italia del primo Novecento
  - Marco Rossi, Neopaganesimo e arti magiche nel periodo fascista
  - Silvia Mancini, Fra pensiero simbolico, religione civile e metapsichica: la storia delle religioni nel primo Novecento italiano
  - Jean-Pierre Laurant, Correnti cristiane nell'esoterismo italiano contemporaneo
  - Giovanni Filoramo, Tradizioni esoteriche e nuove forme di religiosità
- 26. Scienze e cultura dell'Italia unita (2011), a cura di Claudio Pogliano e Francesco Cassata
- L'età liberale:
  - Marco Meriggi, Prove di comunità. Sui congressi preunitari degli scienziati italiani.
  - Silvano Montaldo, Scienziati e potere politico.
  - Paola Govoni, Dalla scienza popolare alla divulgazione. Scienziati e pubblico in età liberale.
  - Sandra Linguerri, Tempi e forme dell'associazionismo scientifico.
  - Luigi Tomassini, Guerra, scienza e tecnologia.
- Il ventennio fascista:
  - Francesco Cassata, Verso l'«uomo nuovo»: il fascismo e l'eugenica «latina».
  - Lorenzo Benadusi, Il mito della scienza.
  - Giovanni Paoloni, Il Consiglio nazionale delle ricerche: origini e sviluppi.
  - Tiago Saraiva, Costruire il fascismo: autarchia e produzione di organismi standardizzati.
  - Annalisa Capitro, Scienze e razzismo.
- L'età repubblicana:
  - Mauro Capocci, Politiche e istituzioni della scienza dalla ricostruzione alla crisi.
  - Massimiano Bucchi, La scienza nella stampa quotidiana.
  - Francesco Paolo De Ceglia, La scienza al cinema, alla radio, in televisione.
  - Claudio Pogliano, Le nuove macchine: inquietudine e seduzione.
  - Renzo Villa, Scienza e scienziati di pietra e di bronzo.
- Percorsi disciplinari:
  - Rossana Tazzioli, I matematici tra scienza, politica e istituzioni.
  - Stefano Bordoni, Caratteri e stagioni della fisica.
  - Marco Ciardi, Fortune e sfortune della chimica.
  - Alessandra Ferraresi, Vecchie e nuove ingegnerie fra teoria e pratica.
  - Sandro Rinauro, La conoscenza del territorio nazionale.
  - Ezio Vaccari, Le scienze della Terra: tradizione scientifica e rinnovamento istituzionale.
  - Sandra Puccini, A casa e fuori: antropologi, etnologi, viaggiatori.
  - Alessandro Volpone e Gilberto Corbellini, Le scienze della vita.
  - Maria Conforti, Fisiologia e fisionomia della nazione: il protagonismo e le «storie» dei medici.
  - Valeria P. Babini, Curare la mente: dall'universo manicomiale al «paese di Basaglia».
  - Stefano Canali, Nervi e cervello: tradizioni di ricerca.
  - Luciano Mecacci, La psicologia: una scienza controversa.
  - Giovanni Favero, La statistica fra scienza e amministrazione.
  - Massimo M. Augello e Marco E.L. Guidi, Dall'economia politica all'economia pura.
  - Renzo Villa, Le scienze del crimine.
- Attraverso il tempo:
  - Ariane Dröscher, Gli italiani e estero; flussi di migrazione intellettuale.
  - Paola Govoni, Scienza ed editoria dall'Unità alla rete.
  - Elena Canadelli, I musei scientifici.
  - Raffaella Simili e Emanuela Reale, Nella città di Ipazia. Donne di scienza.
  - Pierpaolo Antonello, Letteratura e scienza.
  - Emmanuel Betta, La biopolitica cattolica.
  - Mauro Moretti, Scuola, scienza e università.
  - Marco Beretta, La storiografia della scienza.
- 27. I consumi (2018), a cura di Stefano Cavazza ed Emanuela Scarpellini
  - Stefano Cavazza e Emanuela Scarpellini, Introduzione.
  - Emanuela Scarpellini, La storiografìa americana sui consumi, ovvero stare al passo con i Joneses (o meglio di no?).
  - Sophie Chauveau, II consumo di massa in Francia dopo il 1945: educare all'abbondanza.
  - Stefano Cavazza, Dal consumo desiderato al consumo realizzato: l'avvento della società dei consumi nell'Italia postbellica.
  - Adam Arvidsson, II marketing dalla suggestione al «brand management».
  - Giovanni Moretto, La via socialista al consumo: l'epoca di Nikita Chruščëv.
  - Ferdinando Fasce, Morte di un commesso viaggiatore. L'altra faccia della società dei consumi negli Stati Uniti del secondo dopoguerra
  - David W. Ellwood, Il Piano Marshall e la «rivoluzione delle aspettative».
  - Elisabetta Bini, La democrazia dei consumi tra Italia e Stati Uniti. Genere, cittadinanza, motorizzazione di massa negli anni del «miracolo economico».
  - Patrizia Battilani , L'americanizzazione del turismo europeo.
  - Anna Tonelli, II consumo di tempo libero fra evasione e controllo. Miti, riti e divertimenti a confronto.
  - Riccardo Brizzi, La televisione in Italia e Francia tra storia dei consumi e storia politica.
  - Giulia Guazzaloca , Le principali culture politiche italiane di fronte al «boom» della televisione.